# 마르코 뵐플리
마르코 뵐플리(Marco Wölfli, 1982년 8월 22일, 그렌헨 ~)는 스위스의 전 축구 선수이다. 포지션은 골키퍼이다.
1999-2000 시즌의 나시오날리가 B에서 영 보이즈 데뷔전을 치르었다. 2년 후, 1군에서의 제한된 출전 기회로 인해, 그는 툰으로 이적하였고, 그는 이 곳에서 팀을 나시오날리가 A로 승격시켰으며, 좋은 평을 획득하였다. 2003년 여름, 그는 영 보이즈로 복귀하였고, 베른 연고의 클럽에서 주전 골키퍼 입지를 확고히 하였다.
베테랑 스트라이커인 토마스 헤베얼리가 은퇴하게 됨에 따라, 뵐플리는 블라디미르 페트코비치 감독에 의해 2009-10 시즌부터 팀의 주장이 되었다. 그는 클럽의 역대 최장기간 계약 기록을 가지고 있다. 2010년 11월, 그는 계약이 2015년 6월 30일까지 지속되도록 연장하였다.
그는 2008년 11월 19일, 핀란드와의 친선 경기에서 처음으로 스위스 국가대표팀 경기에 출전하였다. 디에고 베날리오가 현재 국가대표팀의 주전 골키퍼를 맡고 있으며, 그와 바젤의 얀 조머가 백업 골키퍼 자리를 두고 경합하고 있다.